# Zygophyxia
Zygophyxia là một chi bướm đêm thuộc họ Geometridae.

## Các loài
- Zygophyxia conscensa
- Zygophyxia demissus
- Zygophyxia erlangeri
- Zygophyxia larseni
- Zygophyxia palpata
- Zygophyxia relictata
- Zygophyxia rhodocincta
- Zygophyxia roseocincta
- Zygophyxia stenoptila
- Zygophyxia toquilla
- Zygophyxia tornisecta
- Zygophyxia transmeata